# Mound City (Illinois)
Mound City è un comune degli Stati Uniti d'America, situato in Illinois, nella Contea di Pulaski, della quale è il capoluogo.